# Linha Vermelha (Metro Lissabon)
| Karte |       |                                                               |                                                               |
| Streckenlänge: | 12 km |                                                               |                                                               |
| |       |                                                               |                                                               |
| \| \| \| Alvito geplant, Verbindung zur Linha do Sul \| \| \| \| \| Prazeres geplant \| \| \| \| \| Alcântara geplant, Übergang zum Bahnhof Alcântara-Mar \| \| \| \| \| Infante Santo geplant \| \| \| \| \| Lapa geplant \| \| \| \| \| Estrela geplant, Anschluss zur Linha Amarela \| \| \| \| \| geplante Verbindung zur Linha Amarela \| \| \| \| \| Campo de Ourique geplant \| \| \| \| \| Amoreiras \| \| \| \| \| Campolide geplant \| \| \| \| \| Verbindung zur Linha Azul \| \| \| \| \| Wendeanlagen São Sebastião \| \| \| \| \| São Sebastião Anschluss an Linha Azul \| \| \| \| \| Saldanha Anschluss an Linha Amarela \| \| \| \| \| Verbindung zur Linha Verde \| \| \| \| \| Alameda Anschluss an Linha Verde \| \| \| \| \| Olaias \| \| \| \| \| \| \| \| \| \| Viadukt über die Linha de Cintura \| \| \| \| \| \| \| \| \| \| Bela Vista \| \| \| \| \| Chelas \| \| \| \| \| Cabo Ruivo \| \| \| \| \| Oriente Anschluss an die Eisenbahn \| \| \| \| \| Wendeanlagen Oriente \| \| \| \| \| Moscavide \| \| \| \| \| \| \| \| \| \| Portela geplant \| \| \| \| \| Sacavém geplant \| \| \| \| \| Encarnação \| \| \| \| \| Aeroporto \| \| \| \| \| \| \| \| \| \| Linha Verde aus Cais do Sodré \| \| \| \| \| Campo Grande Übergang zu Linhas Verde & Amarela, geplant \| \| \| \| \| \| \| \| \| \| Linha Verde nach Telheiras, Betrieb durch L. Vermelha geplant \| \| |       |                                                               |                                                               |
| |       | Alvito geplant, Verbindung zur Linha do Sul                   |                                                               |
| U-Bahn-Haltepunkt / Haltestelle (Strecke außer Betrieb) (im Tunnel) |       | Prazeres geplant                                              | Prazeres geplant                                              |
| U-Bahn-Strecke (außer Betrieb) (im Tunnel) |       | Alcântara geplant, Übergang zum Bahnhof Alcântara-Mar         | Alcântara geplant, Übergang zum Bahnhof Alcântara-Mar         |
| U-Bahn-Haltepunkt / Haltestelle (Strecke außer Betrieb) (im Tunnel) · U-Bahn-Strecke (außer Betrieb) (im Tunnel) |       | Infante Santo geplant                                         | Infante Santo geplant                                         |
| U-Bahn-Haltepunkt / Haltestelle (Strecke außer Betrieb) (im Tunnel) · U-Bahn-Strecke (außer Betrieb) (im Tunnel) |       | Lapa geplant                                                  | Lapa geplant                                                  |
| U-Bahn-Strecke (außer Betrieb) (im Tunnel) |       | Estrela geplant, Anschluss zur Linha Amarela                  | Estrela geplant, Anschluss zur Linha Amarela                  |
| U-Bahn-Abzweig nach links und nach rechts (Strecke außer Betrieb) (im Tunnel) · U-Bahn-Abzweig geradeaus und von rechts (Strecke außer Betrieb) (im Tunnel) |       | geplante Verbindung zur Linha Amarela                         | geplante Verbindung zur Linha Amarela                         |
| U-Bahn-Haltepunkt / Haltestelle (Strecke außer Betrieb) (im Tunnel) |       | Campo de Ourique geplant                                      | Campo de Ourique geplant                                      |
| U-Bahn-Haltepunkt / Haltestelle (Strecke außer Betrieb) (im Tunnel) |       | Amoreiras                                                     | Amoreiras                                                     |
| U-Bahn-Haltepunkt / Haltestelle (Strecke außer Betrieb) (im Tunnel) |       | Campolide geplant                                             | Campolide geplant                                             |
| U-Bahn-Abzweig geradeaus und nach rechts (Strecke außer Betrieb) (im Tunnel) |       | Verbindung zur Linha Azul                                     | Verbindung zur Linha Azul                                     |
| U-Bahn-Betriebs-/Güterbahnhof Strecke bis hier außer Betrieb (im Tunnel) |       | Wendeanlagen São Sebastião                                    | Wendeanlagen São Sebastião                                    |
| |       | São Sebastião Anschluss an Linha Azul                         |                                                               |
| |       | Saldanha Anschluss an Linha Amarela                           |                                                               |
| U-Bahn-Abzweig geradeaus und nach links (im Tunnel) |       | Verbindung zur Linha Verde                                    | Verbindung zur Linha Verde                                    |
| |       | Alameda Anschluss an Linha Verde                              |                                                               |
| U-Bahn-Haltepunkt / Haltestelle (im Tunnel) |       | Olaias                                                        | Olaias                                                        |
| U-Bahn-Tunnelende |       |                                                               |                                                               |
| U-Bahn-Kreuzung mit Eisenbahn geradeaus oben |       | Viadukt über die Linha de Cintura                             | Viadukt über die Linha de Cintura                             |
| U-Bahn-Tunnelanfang |       |                                                               |                                                               |
| U-Bahn-Haltepunkt / Haltestelle (im Tunnel) |       | Bela Vista                                                    | Bela Vista                                                    |
| U-Bahn-Haltepunkt / Haltestelle (im Tunnel) |       | Chelas                                                        | Chelas                                                        |
| U-Bahn-Haltepunkt / Haltestelle (im Tunnel) |       | Cabo Ruivo                                                    | Cabo Ruivo                                                    |
| |       | Oriente Anschluss an die Eisenbahn                            |                                                               |
| U-Bahn-Betriebs-/Güterbahnhof Strecke ab hier außer Betrieb (im Tunnel) |       | Wendeanlagen Oriente                                          | Wendeanlagen Oriente                                          |
| U-Bahn-Haltepunkt / Haltestelle (im Tunnel) |       | Moscavide                                                     | Moscavide                                                     |
| U-Bahn-Abzweig geradeaus und nach links (im Tunnel) · U-Bahn-Strecke von rechts (außer Betrieb) (im Tunnel) |       |                                                               |                                                               |
| U-Bahn-Strecke (im Tunnel) · U-Bahn-Haltepunkt / Haltestelle (Strecke außer Betrieb) (im Tunnel) |       | Portela geplant                                               | Portela geplant                                               |
| U-Bahn-Strecke (im Tunnel) · U-Bahn-Kopfbahnhof Streckenende (Strecke außer Betrieb) (im Tunnel) |       | Sacavém geplant                                               | Sacavém geplant                                               |
| U-Bahn-Haltepunkt / Haltestelle (im Tunnel) |       | Encarnação                                                    | Encarnação                                                    |
| |       | Aeroporto                                                     |                                                               |
| U-Bahn-Tunnelende (Strecke außer Betrieb) |       |                                                               |                                                               |
| U-Bahn-Abzweig ehemals geradeaus und von links |       | Linha Verde aus Cais do Sodré                                 | Linha Verde aus Cais do Sodré                                 |
| |       | Campo Grande Übergang zu Linhas Verde & Amarela, geplant      |                                                               |
| U-Bahn-Tunnelanfang |       |                                                               |                                                               |
| U-Bahn-Strecke (im Tunnel) |       | Linha Verde nach Telheiras, Betrieb durch L. Vermelha geplant | Linha Verde nach Telheiras, Betrieb durch L. Vermelha geplant |

Die Linha Vermelha (auch Linha do Oriente genannt) ist eine der vier U-Bahn-Linien der Metro Lissabon. Mit einer Länge von 12 Kilometern ist sie die zweitlängste Linie und mit Eröffnungsdaten zwischen 1998 und 2012 die jüngste des gesamten Netzes. Sie umfasst zurzeit zwölf Stationen und ist auf dem Liniennetzplan rot eingezeichnet.

## Geschichte

### Erste Etappe
Anlässlich der Weltausstellung 1998 wurde die erste Etappe der Linie zwischen Oriente und Alameda am 19. Mai, drei Tage vor der Eröffnung der Ausstellung, in Betrieb genommen. Grund für den Bau der Linie war die Verbindung des Ausstellungsgeländes, dem heutigen Parque das Nações rund um den Bahnhof Oriente, mit dem bestehenden Netz, was an der Station Alameda, welche auch von der Linha Verde bedient wird, gewährleistet wurde. Aufgrund von Erdabsenkungen in den Bahnhöfen Cabo Ruivo und Olivais später in Betrieb, Cabo Ruivo am 18. Juli 1998, Olivais am 7. November desselben Jahres.

### Zweite Etappe
Da mit der bisherigen Linienführung die Verknüpfung mit dem restlichen Netz eher unbefriedigend war, wurde am 29. August 2009 die Verlängerung von Alameda nach São Sebastião in Betrieb genommen. Seitdem sind erstmals alle vier Linien miteinander verknüpft: In São Sebastião ist die Linha Vermelha an die Linha Azul angeschlossen, in der ebenfalls 2009 eröffneten Station Saldanha an die Linha Amarela.

### Dritte Etappe
2007 wurde der Bau der dritten Etappe, der nördlichen, 3,3 Kilometer langen Verlängerung von Oriente zum Flughafen über Moscavide in Angriff genommen. Die Fertigstellung war ursprünglich für 2011 vorgesehen. Aufgrund von Gerichtsverfahren unterlegener Bauunternehmen verzögerte sie sich um etwa anderthalb Jahre. Schließlich ging der Abschnitt am 17. Juli 2012 in Betrieb. Die Kosten des Baus beliefen sich auf 218 Millionen Euro.

## Anschlüsse
Vier der zwölf Stationen der Linie sind Umsteigepunkte zu anderen Linien. Während in den drei Innenstadtstationen São Sebastião, Saldanha und Alameda auf die anderen U-Bahn-Linien umgestiegen werden kann, so ist die Station Oriente mit dem gleichnamigen Bahnhof verbunden. Die Haltestelle Olaias liegt zwar nur knapp 300 Meter westlich des Bahnhofs Chelas der Linha de Cintura, jedoch existieren zurzeit keine Verbindungswege. 

## Zukunft

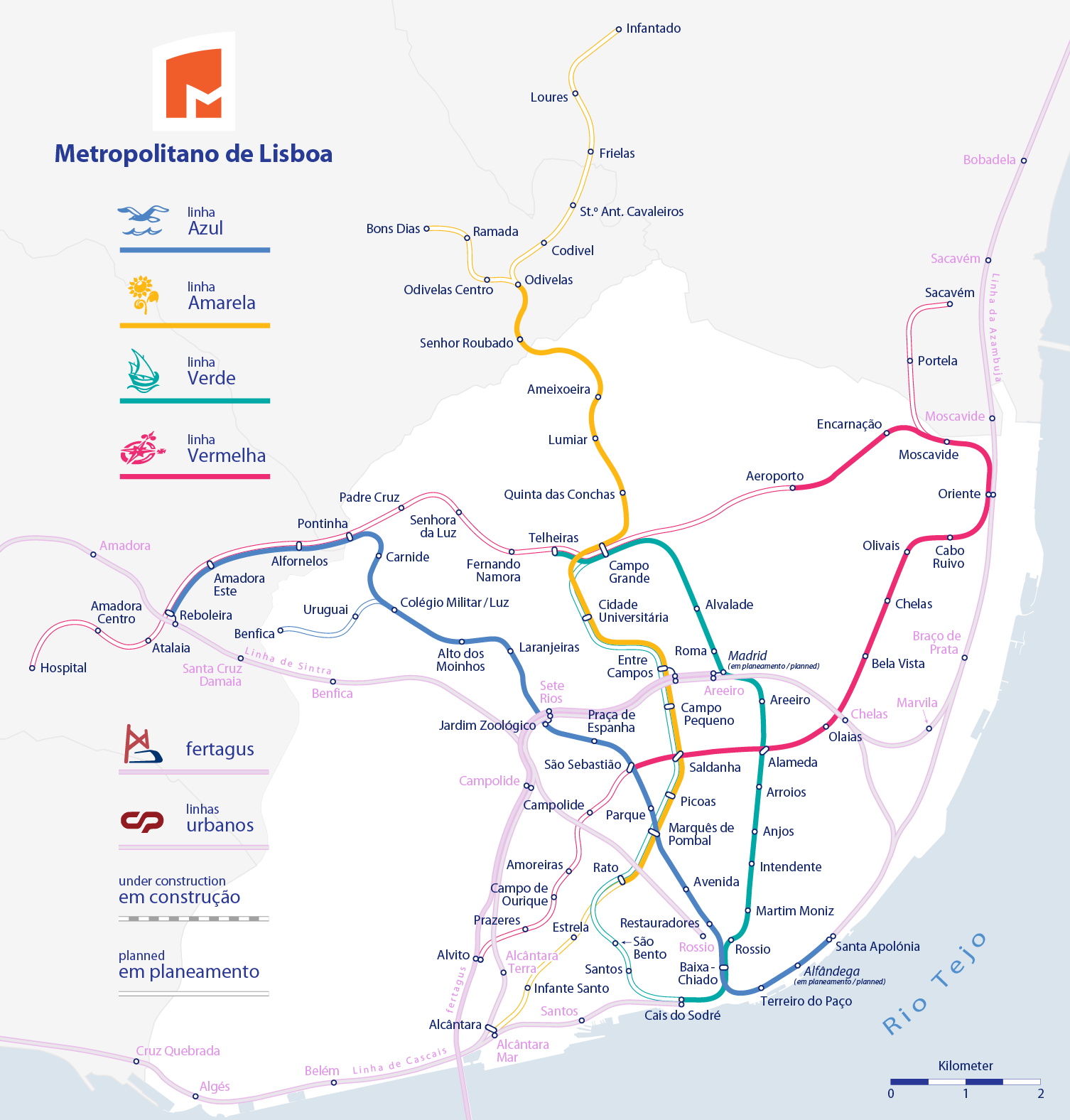
Mögliches Liniennetz der Metro Lissabon 2020 mit den neuen Ästen der Linha Vermelha

### Geplante Erweiterungen
- Die Strecke soll nach Westen über das Zentrum von Campolide und dem Campo de Ourique zur Endhaltestelle Alvito verlängert werden, wo die REFER und die Fertagus einen Haltepunkt unter dem Projektnamen Quinta do Jacinto an der Linha do Sul planen.[2]
- Nach dem Campo de Ourique soll eine weitere Strecke über Estrela nach Alcântara gebaut werden, wo zusammen mit einem neuen Bahnhof der Linha de Cascais und der Linha de Cintura ein Verkehrsknoten geschaffen werden soll. Da das Projekt wegen der finanziellen Lage Portugals auf Eis gelegt worden ist, ist nicht geklärt, ob die Strecke nach Alcântara von der Linha Vermelha oder der Linha Amarela befahren werden soll.[3] Die Linha Amarela würde Estrela über eine Verlängerung von Rato aus erreichen.
- Von der Station Moscavide aus soll eine Zweigstrecke über Portela nach Sacavém erstellt werden.

### Mögliche Erweiterungen
Vom Flughafen aus könnte die Linie über Campo Grande und Telheiras und drei neuen Stationen (Fernando Namora, Senhora da Luz, Padre Cruz) nach Pontinha der Linha Azul geführt werden. Dann würde sie der blauen Linie bis Amadora Este/Reboleira folgen, und dann über zwei Stationen im Stadtzentrum Amadoras zum vorgesehenen Endpunkt beim Zentralspital Sintra/Amadora verlängert werden.

### Neue Verkehrsknoten
Im Zuge des Ausbaus der Linha de Cintura zwischen Roma-Areeiro und Braço de Prata müsste der Bahnhof Chelas neu aufgebaut werden. Es ist geplant, den Bahnhof nach Norden zu verschieben, um einen direkten Umsteigeknoten Chelas/Olaias zu schaffen.